# Automóvil Club Peruano
El Automóvil Club Peruano, o simplemente ACP, es la asociación encargada de competición automovilismo en Perú. El club fomenta actividades relacionados principalmente con el rally y el turismo nacional.
Fue constituida el 16 de abril de 1942, siendo reconocida oficialmente por el Ministerio de Educación Pública el 7 de julio de 1949 y es conocida por promover el campeonato Caminos del Inca y el campeonato ACP, esté último transmitido por el canal CMD.
Entre los presidentes destacados de la institución fueron Eduardo Dibós Chappuis y Eduardo Dibós Silva.

## Campeonatos
- Caminos del Inca:[1] Conocido como el Gran Premio Nacional de Carreteras, en el 2015 congregó los 2.5 millones de espectadores.[2]
- Baja Inka: Campeonato nacional de rally raid. En 2016, los ganadores de la edición tienen acceso al Rally Dakar del próximo año.[3]
- Rally ACP. Cada año el rally nacional tiene 5 etapas. Las etapas más conocidas son:
  - Premio Gobierno Regional de Lima[4]
  - Premio Presidente de la República (desde 1950)[5]
  - Otras etapas: Asia,[6] Huaral, Huaura,[7] Chilca,[8] Cañete,[9] Norte Chico,[10] entre otros.

## Participaciones
- Rally Dakar 2012, sector final (Perú)[11][12]
- Rally Dakar 2013, sector inicial (Perú)[13]
- Rally NACAM 2013, Cañete